# Kirchenmassaker von Liquiçá
Das Kirchenmassaker von Liquiçá fand am 6. April 1999 im indonesisch besetzten Osttimor während der Einschüchterungswelle pro-indonesischer Kräfte vor dem Referendum über die Zukunft Osttimors statt. Die Opfer wurden in der katholischen Kirche São João de Brito von Liquiçá durch Mitglieder der pro-indonesischen Milizen Besi Merah Putih (BMP) und Aitarak, reguläre indonesische Soldaten und Polizisten ermordet.

## Hintergründe

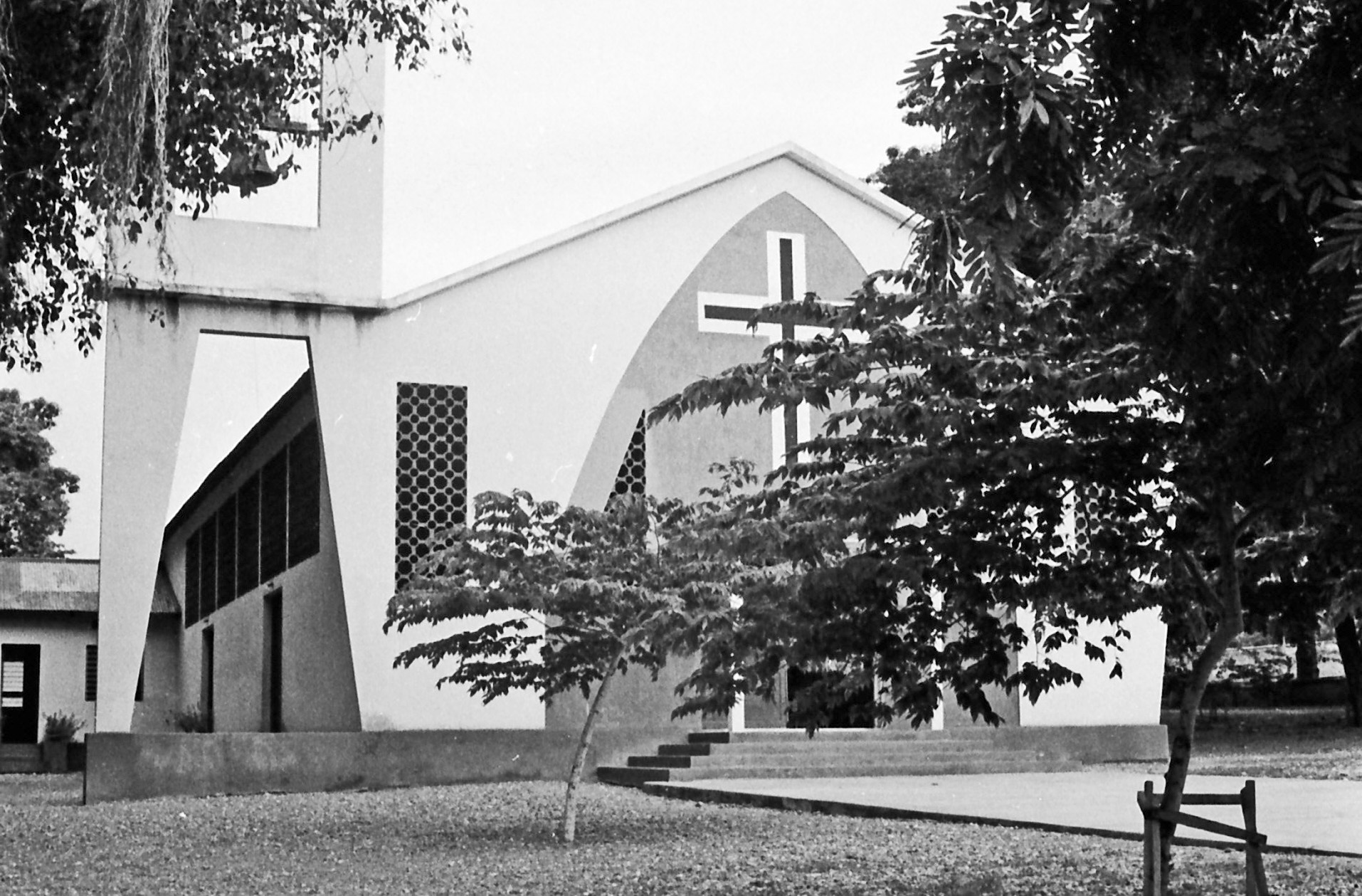
Pfarrkirche São João de Brito (1971)

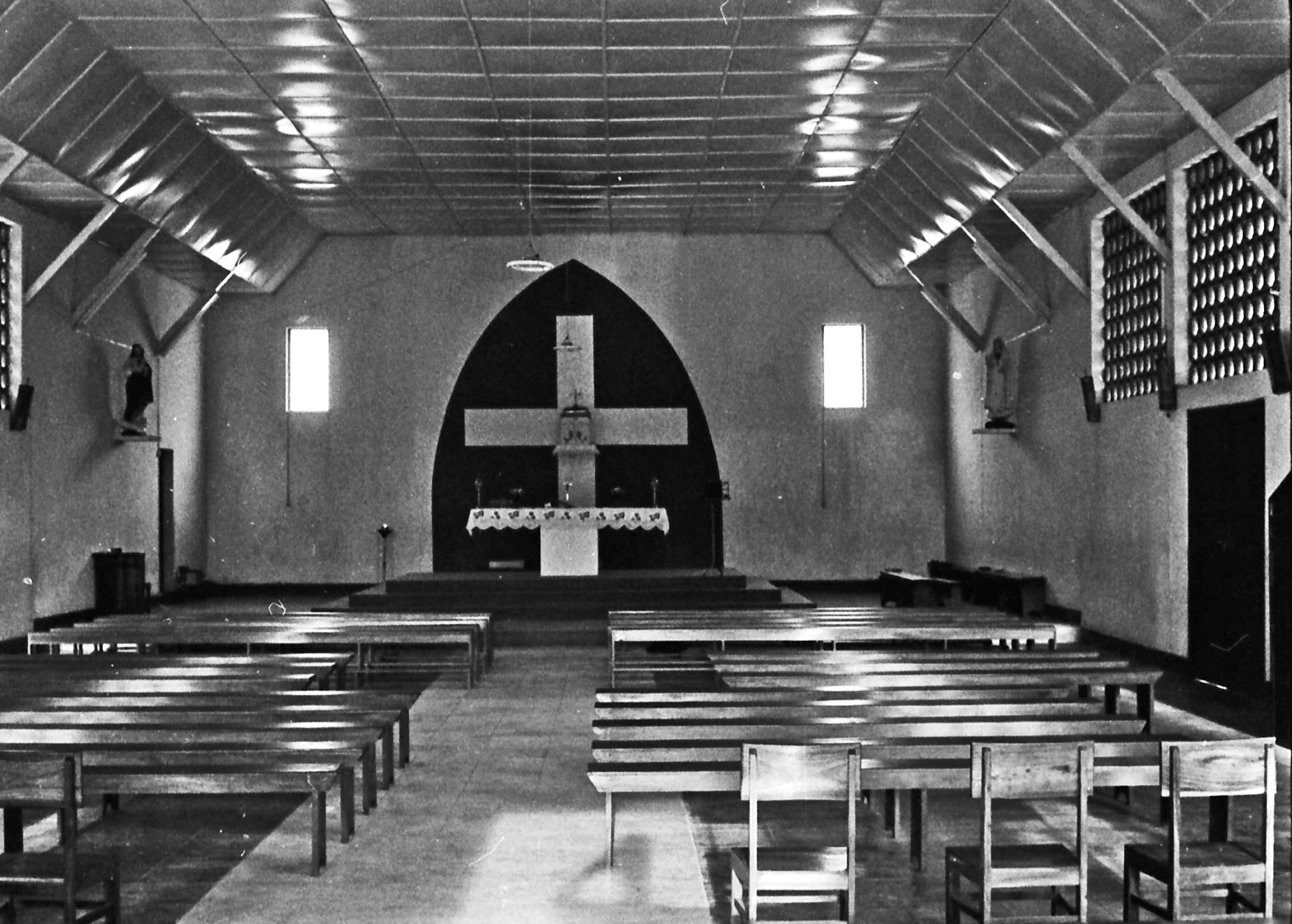
In der Pfarrkirche (1971)

Am 5. April hatte die BMP bereits die Stadt Vila de Liquiçá angegriffen. Mindestens sieben Menschen starben, 150 Häuser wurden niedergebrannt, mehr als tausend Menschen suchten im Ortsteil Dato Schutz in der Pfarrkirche São João de Brito und dem angrenzenden Pfarrheim. Am folgenden Tag umzingelte die BMP das Kirchengelände. Nach Stunden angespannter Verhandlungen, in denen Polizeioffiziere den Priester aufforderten, einen Führer der Unabhängigkeitsbewegung CNRT auszuliefern, griffen die Milizionäre, unterstützt von Armee und Polizei das Kirchengelände an.
Das Verbrechen wurde von Polizeikräften unter dem Kommando der UN untersucht. Beteiligt waren Ermittler aus Australien, Großbritannien, Neuseeland, den Philippinen und den USA. Exhumierungen wurden durchgeführt und Zeugenaussagen protokolliert. In der Folge wurden gegen 21 indonesische Offiziere und osttimoresische Angehörige der pro-indonesischen Milizen Anklagen wegen Mord, Folter und Vertreibung erhoben.
Das Kirchenmassaker von Liquiçá war einer der zehn Hauptfälle, die von der von den Vereinten Nationen eingerichteten Anklagebehörde in Osttimor (Serious Crimes Unit) untersucht wurden. Der Fall war der erste, der vor Gericht zur Anklage kam. Das Gerichtsverfahren wurde vor der Sonderkammer (Special Panels for Serious Crimes SPSC) unter den Richtern Benfeito Mosso Ramos (Kap Verde, Vorsitzender), Antero Luís (Portugal) und António Helder (Osttimor) abgehalten. Das Verfahren wurde in fünf Sprachen durchgeführt: Portugiesisch, Englisch, Indonesisch, Tetum und Tokodede, die örtliche Sprache um Liquiçá. Vor Gericht machten die Angeklagten detaillierte Zeugenaussagen über die Beteiligung der Besi Merah Putih Miliz, inklusive Berichte über Zeremonien der Miliz, bei denen sie angeblich dazu gezwungen wurden, einen Cocktail aus Alkohol, Tierblut und Drogen zu trinken, bevor sie am Angriff auf die Kirche von Liquiçá teilnahmen. 
Ursprünglich waren die internationalen Ermittler verwundert, dass keines der Opfer geflohen ist. Dann wurde bekannt, dass die indonesische Armee die Kirche umzingelt hatte. Sie nahm zwar nicht an dem Angriff teil, hinderte aber die Opfer daran, zu fliehen. Weitere Zeugenaussagen deuten auf die unmittelbare Teilnahme indonesischer Soldaten hin, die angeblich Zivilkleidung trugen, um sich als Milizionäre zu tarnen. Der Sprecher der pro-indonesischen Fraktion und spätere Minister für Tourismus und Handel Gil Alves behauptete, die Milizen hätten mit dem Angriff auf Schüsse aus dem Kirchengelände reagiert.
Leoneto Martins, Tomé Diogo, Eurico Guterres und João da Costa Tavares waren die Hauptverdächtigen und gelten als Anführer beim Massaker. Sie alle sind Osttimoresen. Eurico Guterres wurde am 27. November 2002 vom Menschenrechtsgerichtshof in Jakarta zu zehn Jahren Haft verurteilt. Erst im Mai 2006 musste Eurico Guterres schließlich seine zehnjährige Haftstrafe antreten, wurde dann aber im April 2008 wieder vom Obersten Gericht Indonesiens freigesprochen.
Die Zahl der Toten ist umstritten. Während offizielle indonesische Quellen sie mit 61 angeben, berichten timoresische Quellen von über 200 Opfern. Die sterblichen Überreste von etwa einem Dutzend Opfer wurden 1999 von australischen Marinetauchern aus dem Maubarasee geborgen.

## Belege
- ETAN (LUSA), 23. November 2001, 21 Indonesian Officers, Militiamen Charged in Liquica Massacre
- Masters of Terror: LtCol (Inf) Asep Kuswani (Kuswadi, Kuswandi, Kuswanto, Kuswaya)
- On Anniversary of East Timor Church Massacre UN Must Take Responsibility for Justice, 6. April 2005 (Memento vom 5. August 2012 im Internet Archive)
- The Guardian, 13. April 2005, Liquica Church massacre — UN must press for justice (Memento vom 20. Juni 2005 im Internet Archive)
- Justice Call On East Timor Massacre Anniversary, 6. April 2005